# Saint-Sulpice, Neuchâtel
Saint-Sulpice är en ort i kommunen Val-de-Travers i kantonen Neuchâtel i Schweiz. Den ligger vid floden Areuse, cirka 29 kilometer sydväst om Neuchâtel. Orten har 598 invånare (2021).
Orten var före den 1 januari 2009 en egen kommun, men slogs då samman med kommunerna Boveresse, Buttes, Couvet, Fleurier, Les Bayards, Môtiers, Noiraigue och Travers till den nya kommunen Val-de-Travers.